# Salone
Pour les articles homonymes, voir Salone.
Salone (grec ancien : Σάλωνα) est une ancienne cité romaine, autrefois capitale de la Dalmatie, aujourd'hui champ de ruines situé dans la municipalité de Solin (Croatie), à environ 5 km de Split. Bien que le nom nous soit connu par les Grecs, on estime qu'il est d'une origine dalmate antérieure,.
La ville fut détruite par les Avars en 615 puis à nouveau par les Slaves, et ses habitants se réfugièrent alors dans le palais de Dioclétien, créant ainsi la ville de Split.  

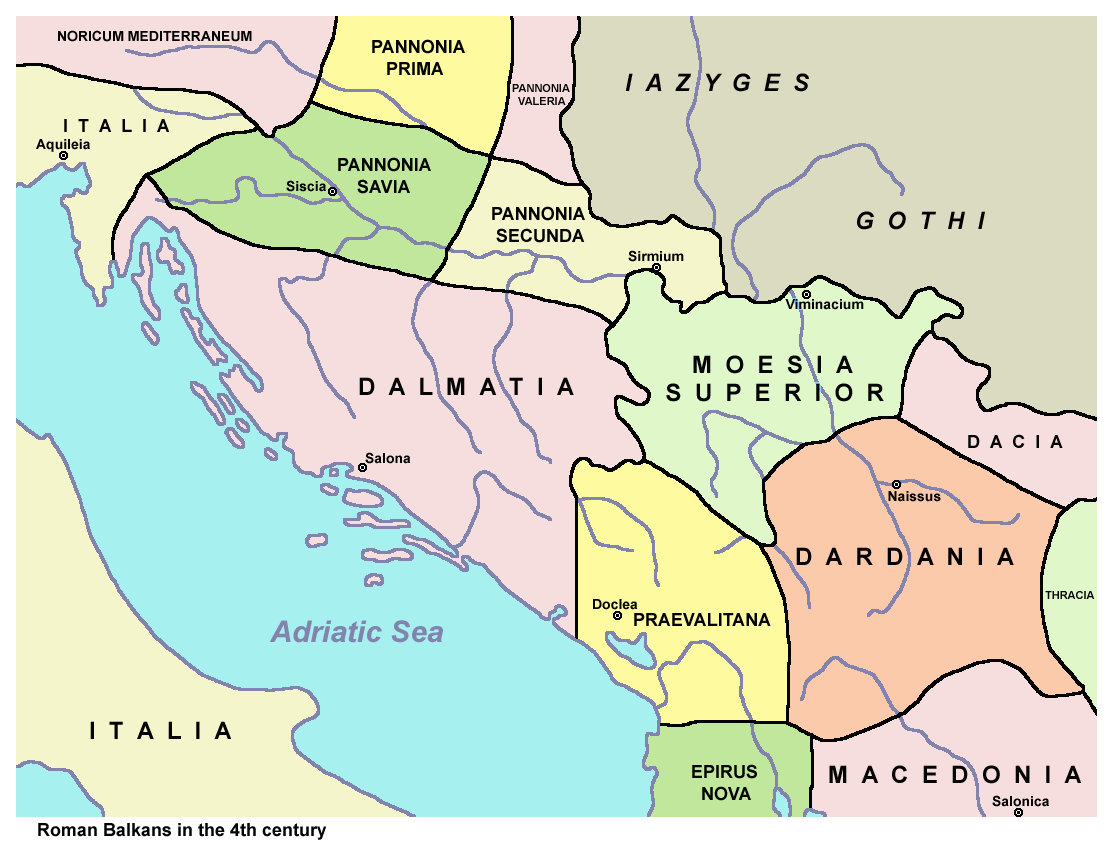
Carte montrant la ville de Salone et la province de Dalmatie au IVe siècle

## Histoire
D’abord modeste port d'une tribu locale illyrienne, les Grecs y établirent un comptoir.
Salone prit de l’importance en 48 av. J.-C. lorsque Jules César y installa des vétérans romains démobilisés et en fit la colonie romaine de Colonia Martia Julia Salona. Les Romains l'établirent en 10 apr. J.-C. comme capitale de la province romaine de Dalmatie,,,,,.
L'empereur Julius Nepos fut assassiné à proximité de la ville en 480.
La ville resta une cité importante jusqu’à sa dévastation par les Avars et les Slaves en 630. Ses habitants se réfugièrent alors dans le palais de Dioclétien, créant ainsi la ville de Split. 

## Description
Salone avait une forme trapézoïdale et s'étendait sur 1 600 mètres d’est en ouest et sur 700 mètres du nord au sud. La ville atteignit 60 000 habitants à son développement maximum.

## Vestiges romains
Salone a conservé plusieurs vestiges des derniers siècles de l’Empire romain :
- remparts renforcés au Bas-Empire, avec la porte de César ;
- amphithéâtre antique, de 15 000 places environ ;
- vestiges des thermes romains ;
- vestiges de basilique chrétienne et nécropole.

On trouve à proximité l'aqueduc de Dioclétien, encore opérationnel.

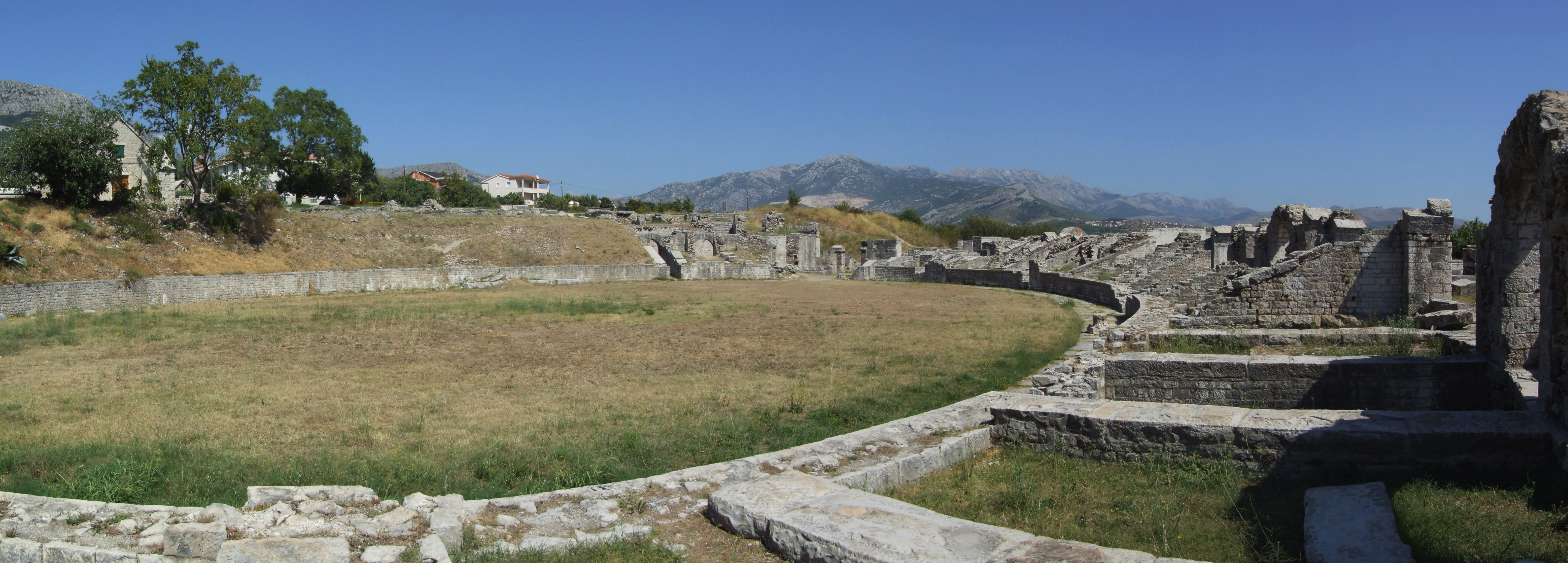
L'amphithéâtre antique
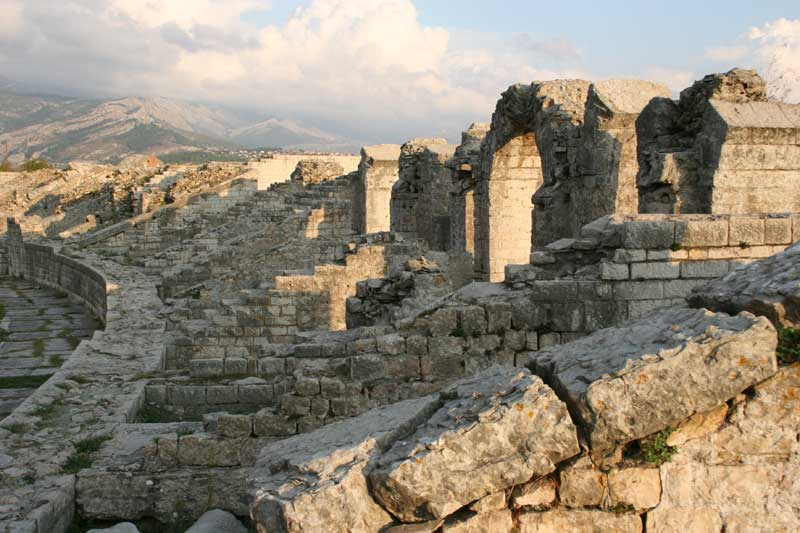
L'amphithéâtre (détail)
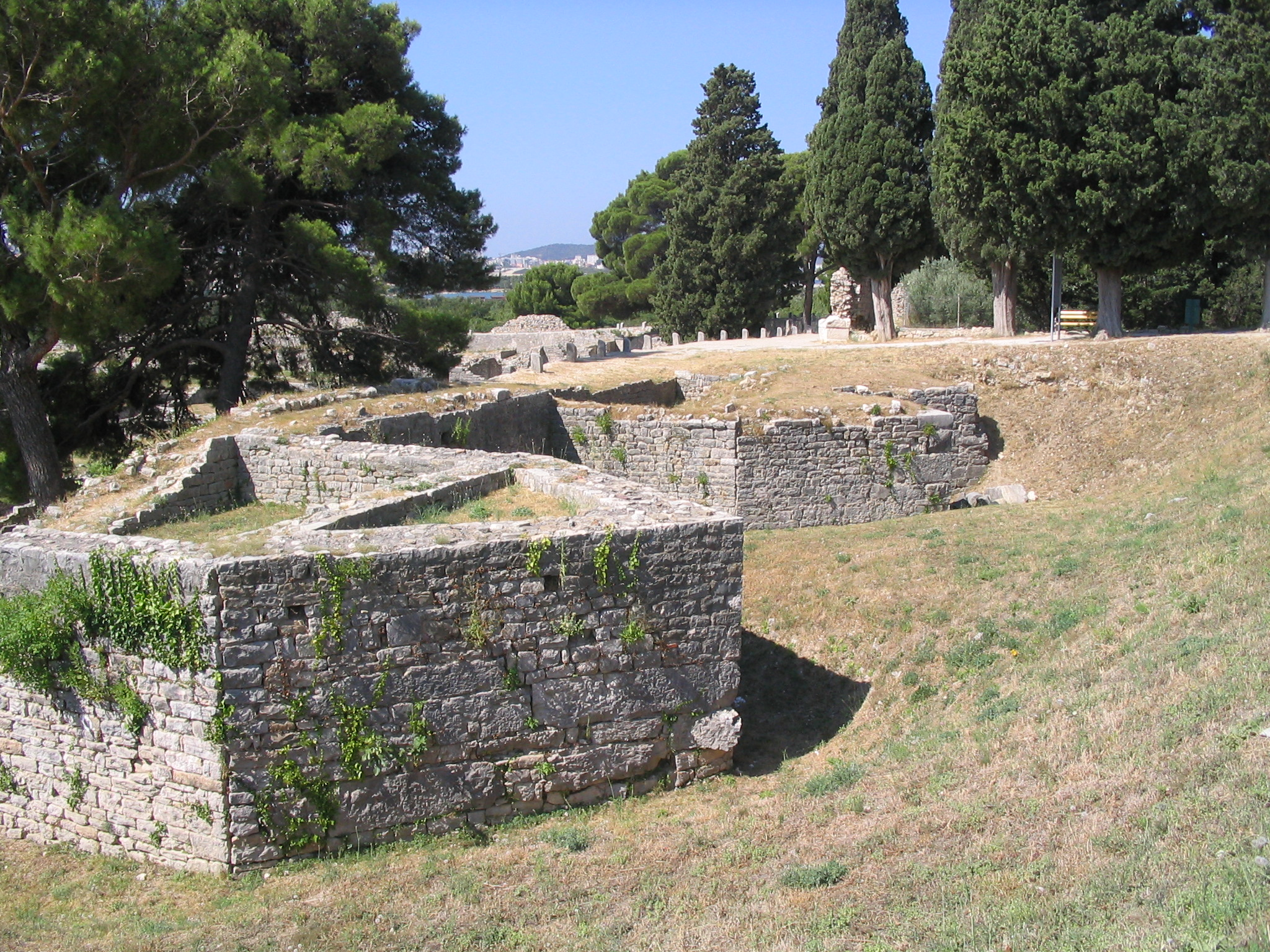
Les murailles de Salone

## Personnes illustres
- Julius Nepos, dernier empereur romain d'Occident, mort à Salone en 480.
- Jean IV, pape, né à Salone vers 580.